# 대한민국 헌법 제60조
대한민국 헌법 제60조는 대한민국 헌법의 조항이다. 국회의원의 의무에 대해서 서술하고 있다.

## 본문
①국회는 상호원조 또는 안전보장에 관한 조약,중요한 국제조직에 관한 조약, 우호통상항해 조약, 주권의 제약에 관한 조약, 강화조약, 국가나 국민에게 중대한 재정적 부담을 지우는 조약 또는 입법사항에 관한 조약의 체결,비준에 대한 동의권을 가진다.

②국회는 선전포고, 국군의 외국에의 파견 또는 외국군대의 대한민국 영역 안에서의 주류에 대한 동의권을 가진다.

## 같이 보기
- 대한민국 헌법 제3장
- 대한민국 국회